# Euphrosynoplax
Euphrosynoplax is een geslacht van kreeftachtigen uit de klasse van de Malacostraca (hogere kreeftachtigen).

## Soorten
- Euphrosynoplax campechiensis Vázquez-Bader & Gracia, 1991
- Euphrosynoplax clausa Guinot, 1969